# ضياء الدين نيكنفس
ضياء الدين نيكنفس (بالفارسية: ضیاءالدین نیک نفس)، (من مواليد 19 سبتمبر 1986 - سنندج) هو لاعب كرة قدم إيراني يلعب مع نادي صنعت نفط عبادان في دوري المحترفين الإيراني.

## روابط خارجية
- ضياء الدين نيكنفس على موقع قاعدة بيانات كرة القدم.إي يو (الإنجليزية)